# Стаматіос Ніколопулос
Стаматіос Ніколопулос (грец. Σταμάτιος Νικολόπουλος) — грецький спортсмен, срібний призер Літніх Олімпійських ігор 1896 року.
На Перших Олімпійських іграх Ніколопулос брав участь у двох перегонах — гіті на 333,3 м та спринті на 2 км. У гіті Ніколопулос та Адольф Шмаль показали однаковий час. Тому щоб визначити друге місце був проведений ще один заїзд, де Ніколопулос випередив австрійського спортсмена та посів друге місце. У той же день проводились змагання з спринту на два кілометри, там Нікопулос також посів друге місце, поступившись переможцю Полю Массону на дві секунди.